# Kayseri Basketbol SK
Il Kayseri Basketbol SK è una squadra di pallacanestro femminile con sede a Kayseri, in Turchia.
Fondata nel 1986, partecipa alla Kadınlar Basketbol Süper Ligi.